# Пробудження (книжка)
Пробудження (англ. Awakenings) - книжка терапевта, професора неврології при NYU School of Medicine Олівера Сакса. Вперше опублікована в 1973 році.

## Про автора
Олівер Сакс присвятив більш ніж 50 років неврологі та написанню книг про неврологічні стани та ускладнення своїх пацієнтів і пацієнток. Названий «поетом-лауреатом медицини» за версією New York Times.
Протягом багатьох років отримував нагороди від Guggenheim Foundation, the National Science Foundation, the American Academy of Arts and Letters, the American Academy of Arts & Sciences, та the Royal College of Physicians. 

## Огляд книги
Книга жанру наукової літератури, неперевершена історія про групу пацієнтів(-ок), які постраждали від великої епідемії летаргічного енцефаліту (сонної хвороби) 1915-1926 років. Сакс почав занотовувати свої спостереження в кінці 1960-х задля допомоги хворим з лікарні Beth Abraham Hospital в Бронксі, Нью-Йорк. 
«Заморожені» на близько 50 років наслідками енцефаліту, ці чоловіки та жінки відчували себе безнадійними, допоки в 1969 році Сакс не почав їх лікування новим на той час препаратом леводопою, які мали вибуховий ефект пробудження.
Лікар та пристрасний письменник Сакс перераховує та описує історії хвороб, життя та неперевершені трансформації, завдяки яким люди з енцефалітом постали як нові особистості в зміненому світі. Його обов’язком та задоволенням стало «записувати та засвідчувати».
Книга, яку Вістен-Г'ю Оден назвав шедевром, є захоплюючим дослідженням загальних питань здоров‘я, хвороб, страждань, опіки, турботи та загального фізіологічного стану людини.
Книга біографій хворих на енцефаліт стала натхнення для екранізації фільму з однойменною назвою.

## Переклад українською
- Сакс, Олівер. Пробудження / пер. Тетяна Кирлиця. К.: Наш Формат, 2017. —  448 с. — ISBN 978-617-7279-47-0